# Genuren
Genuren is een bestuurslaag in het regentschap Aceh Tengah van de provincie Atjeh, Indonesië. Genuren telt 408 inwoners (volkstelling 2010).